# Clubhaus Eseltritt
Das Clubhaus Eseltritt ist ein Ski- und Clubhaus der Sektion Am Albis des Schweizer Alpen-Clubs (SAC). Es liegt 1,5 km unterhalb der Passhöhe Ibergeregg Richtung Schwyz, an der Passstrasse von Oberiberg nach Schwyz, auf 1321 m ü. M. in den Schwyzer Voralpen im Kanton Schwyz in der Schweiz.

## Geschichte
Am 8. Oktober 1933 wurde das von der Sektion Am Albis neu gebaute Clubhaus Eseltritt von 800 Gästen eingeweiht. Die Hütte sollte vor allem als Stützpunkt für Skiausbildung der Sektionsmitglieder dienen. Die Besucherzahlen überstiegen die Erwartungen und steigerten sich kontinuierlich, nachdem es bereits im ersten Jahr zwischen Weihnachten und Ostern 2000 Besucher gab. 1937 bekam die Hütte einen Telefonanschluss.
Während des Zweiten Weltkriegs beschränkte sich die Ausbildungs- und Tourentätigkeit auf ein Minimum. Da die Hütte in Réduitgebiet lag, logierte hier oft das Militär. Der Hüttenchef Balz Luchsinger absolvierte seinen Aktivdienst grösstenteils als Küchenchef im Eseltritt. 1940 wurde das Petroleumlicht durch die Elektrizität abgelöst. Ab den Nachkriegsjahren wurde die Hütte wochenweise an Schulen und Vereine vermietet. Die Übernachtungszahlen stiegen von 3600 (1948) auf 6000 (1959).
Im Jahr 1969 erfolgte ein grösserer Ausbau (sanitäre Anlagen, Lagerräume, Sitzungszimmer) und 1983 wurde die Hütte für Familien und Gruppen bis zehn Personen und Gruppenanlässe bis 50 Personen umgebaut. In den 1990er Jahren war das Clubhaus jährlich durchschnittlich mit 3300 Gästen belegt.
Die Hütte bietet 34 Schlafplätze (Schlafräume mit Kajütenbetten) und 16 Schlafplätze als Massenlager sowie ein separates Zimmer mit Dusche für die Gruppenleitung.
Das Gebiet um die Ibergeregg und die Mythen bietet sich für Wanderungen und Bergwanderungen an und ist ein attraktives Klettergebiet. Während des Winters sind verschiedene Schneeschuh- und Skitouren möglich. Die Mythenregion verfügt über zwölf Skiliftanlagen und zwei Seilbahnen.

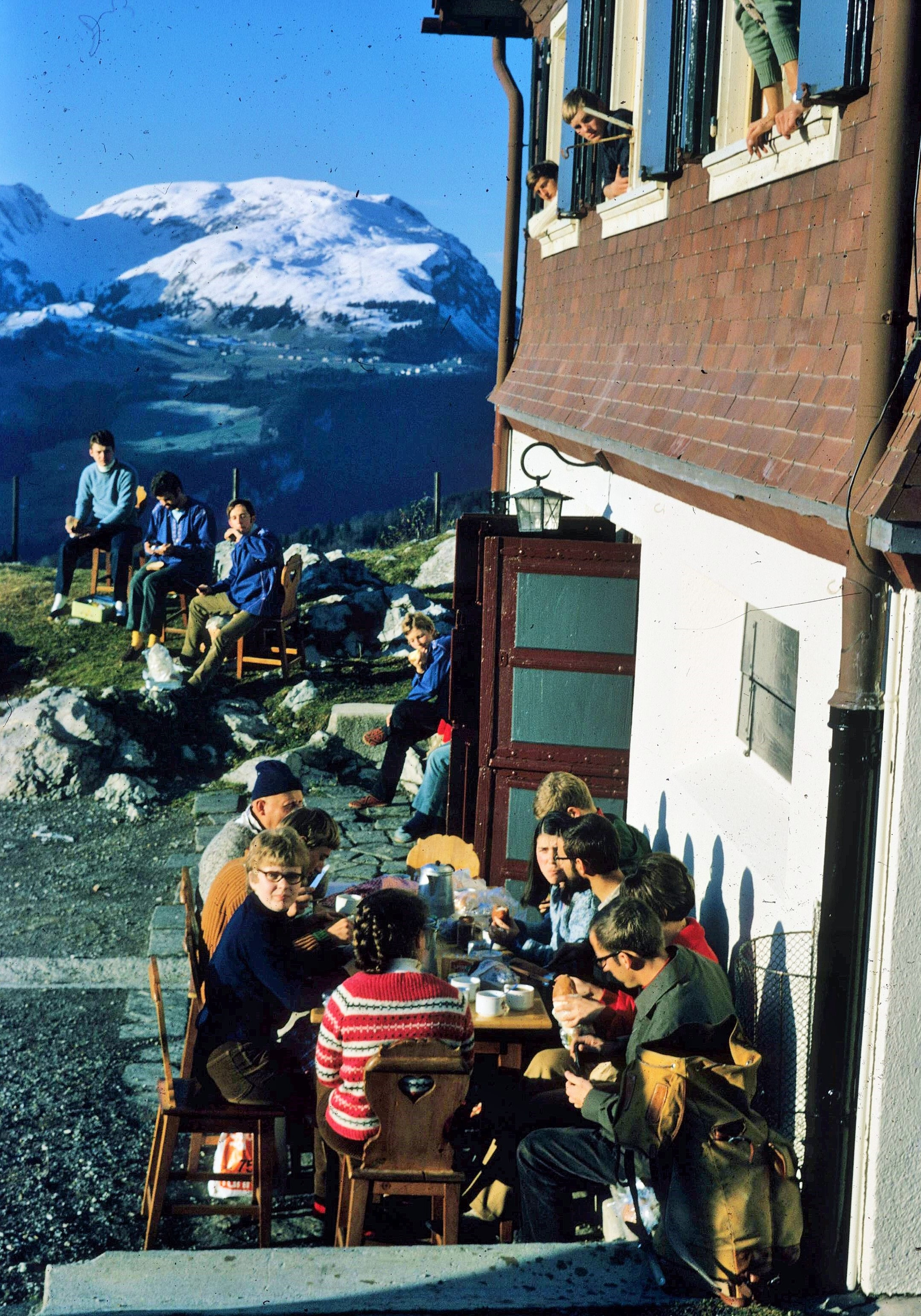
Clubhaus Eseltritt (1969)

## Zugänge
Das Clubhaus Eseltritt ist während des ganzen Jahres mit dem Auto zugänglich. Zwischen Juni und Mitte Oktober ist es mit dem Postauto erreichbar (Haltestelle «Ibergeregg-Eseltritt»). Der Eseltritt ist 5 Gehminuten von der Bushaltestelle und dem Parkplatz Ibergereggstrasse entfernt.

## Wanderungen
- Panorama Höhenweg
- Jakobsweg
- Mythen Rundweg
- Sieben–Egg-Wanderung.
- Bergwanderungen auf den Chli Schijen und Grossen Mythen

## Sportklettern
- Chli Schijen 1556 m ü. M.: Klettergarten
- Gross Schijen  1571 m ü. M.:  anspruchsvollere Kletterrouten ab Schwierigkeitsgrad 5c